# Grünenkamp (Varel)
Grünenkamp ist ein Stadtteil von Varel im Landkreis Friesland in Niedersachsen.

## Lage
Der Ort liegt im äußersten Südwesten des Stadtgebiets, rund acht Kilometer vom Vareler Ortskern entfernt. Durch den Ort verläuft die Kreisstraße K 105 von Altjührden nach Linswege.

## Geschichte
Grünenkamp war bis zum 30. Juni 1972 Teil der Gemeinde Varel-Land.